# Do ut des
Do ut des è una frase latina dal significato letterale «io do affinché tu dia» e in senso lato «scambiamoci queste cose in maniera ben definita».

## Descrizione e significato
In un certo senso si può parlare di un "contratto" che viene siglato con l'accettazione dell'offerta da parte del secondo attore, che si impegna pertanto a consegnare quanto pattuito. Nel diritto privato i contratti di scambio sono appunto indicati come do ut des, in contrapposizione ad esempio a quelli do ut facias in cui il pagamento è a fronte di un'opera. 
Si noti la differenza con manus manum lavat, dove la contrattualità è assente.
La frase è usata ancora oggi anche nel discorso comune, in genere per indicare la propria volontà di fare qualcosa solamente per un tornaconto diretto oppure per stigmatizzare uno scambio avvenuto tra due terze parti.

## Espressioni differenti
Nel mondo anglosassone per esprimere lo stesso concetto viene invece usata l'espressione quid pro quo (nei paesi latini quid pro quo o qui pro quo ha un diverso significato) quando si tratta dell'attribuzione di un vantaggio; quando il sinallagma invece non esclude l'inflizione di svantaggi, come espressione di una ritorsione, gli anglosassoni esprimono il concetto con un sintagma nella loro lingua, Tit for tat.